# 高梨聖健
高梨 聖健（たかなし せいけん、1971年5月14日 - ）は、日本棋院東京本院所属のプロ棋士。静岡県出身、九段。新鋭トーナメント戦優勝など。女流棋士の井澤秋乃は妻。元競輪選手の高梨智は実弟、囲碁インストラクター高梨聖子は妹。

## 経歴
8歳で囲碁を始める。中学生から東京で暮らし、緑星囲碁学園で学びながら、院生となる。
2001年、新鋭トーナメント戦にて優勝、初タイトルを獲得する。2008年には阿含桐山杯で決勝まで勝ち進むも、張栩に敗れ準優勝。

## 昇段履歴
- 1989年（平成元年）に入段、同年二段に昇段
- 1990年(平成二年)に三段昇段
- 1992年(平成四年)に四段昇段
- 1994年(平成六年)に五段昇段
- 1996年(平成八年)に六段昇段
- 2000年(平成十二年)に七段昇段
- 2002年(平成十四年)に八段昇段
- 2018年(平成三十年)に九段昇段

## 人物
そのルックスから「囲碁界の福山雅治」とも称される。IGO AMIGOを通じた普及活動、ニコニコ動画におけるタイトル戦の解説などで活躍する。2011年12月に日本棋院関西総本部所属の井澤秋乃と結婚。これに伴い、井澤は東京本院に転籍した。パンダネット囲碁教室では、自身が講師を妻を聞き手に講座を行った。2012年には、瀬戸大樹・謝依旻と組んだユニット「Monotone」で、歌手としてもデビューした。

## 著作
- 9路盤から学ぶ囲碁スタート 19路盤がすぐ打てる. マイナビ. (2003-3). ISBN 9784839908645